# FFmpeg

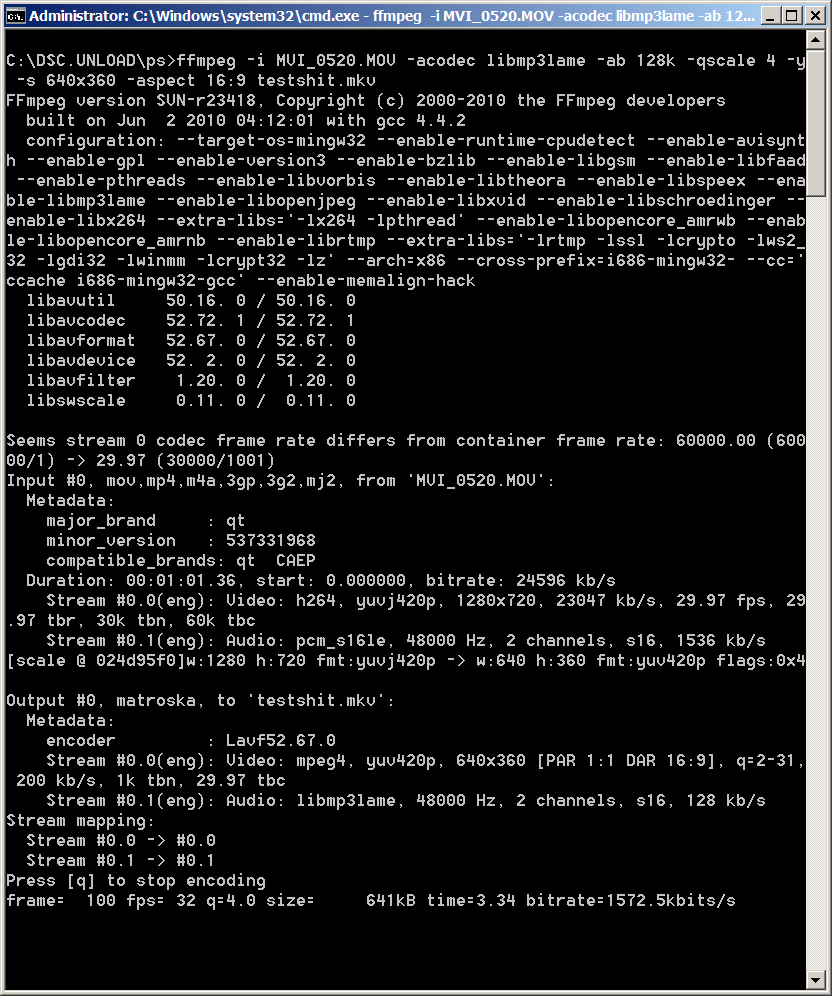
FFmpeg

FFmpeg é um programa de computador que grava, converte e cria stream de áudio e vídeo em diversos formatos. FFmpeg é um programa em linha de comando que é composto de uma coleção de software livre e bibliotecas de código aberto. Inclui libavcodec, biblioteca de codec de áudio e vídeo, e libavformat, um multiplexador/demultiplexador de conteúdo de áudio e vídeo. O nome do projeto vem do nome do grupo de padrões de vídeo MPEG, junto com a sigla "FF" que em inglês é "fast forward" ou avanço rápido em português.

## Histórico
O projeto começou com Fabrice Bellard (usando o pseudônimo "Gerard Lantau"), e é mantido por Michael Niedermayer. Muitos dos desenvolvedores também participam do projeto MPlayer (FFmpeg é hospedado no servidor do projeto MPlayer).
FFmpeg é desenvolvido na plataforma Linux, mas pode ser compilado em outros sistemas operacionais (como Apple Mac OS X, Microsoft Windows e AmigaOS) e é usado por grandes empresas no intuito de acelerar os trabalhos em vídeo (edição), muitas vezes criando plugins para finalização rápida (Globo.com, Uol, Terra, e entre outras empresas utilizam).

## Projetos

Diagrama mostrando diferentes aplicações (VDR, Mplayer, Xine and VideoLAN) usando FFmpeg

## Componentes
O projeto é composto pelos seguintes componentes:
- ffmpeg é uma ferramenta de linha de comando que converte um formato de vídeo em outro. Também suporta aquisição e codificação de vídeo em tempo real de uma placa de TV.
- ffserver é um servidor multimídia HTTP (RTSP sendo desenvolvido) para transmissões ao vivo.
- ffplay é um tocador de mídia baseado no SDL e em bibliotecas FFmpeg.
- libavcodec é uma biblioteca contendo todos os codificadores e decodificadores do FFmpeg.
- libavformat é uma biblioteca contendo os multiplexadores e demultiplexadores de conteúdo de formatos de áudio e vídeo.
- libavutil é uma biblioteca de uso comum do projeto.
- libpostproc é uma biblioteca contendo as rotinas de processamento de vídeo.
- libswscale é uma biblioteca contendo as rotinas de escalonamento de imagem.
- libavfilter é um substituto para vhook que permite que o vídeo seja modificado ou examinado entre o decodificador e o codificador.